# پراسزکوو
پراسزکوو (به لاتین: Prószków) یک شهر و گمینا در لهستان است که در گمینا پروشکوو واقع شده‌است. پراسزکوو ۱۶٫۳۱ کیلومتر مربع مساحت و ۲٬۷۱۳ نفر جمعیت دارد.

## خواهرخوانده
شهر هونفلد خواهرخواندهٔ پراسزکوو هست.